# Liquide de Bouin
Pour les articles homonymes, voir Bouin.
Le liquide de Bouin est un fixateur cellulaire pour coupes histologiques utilisé en cyto-histologie. Il fut inventé par le biologiste français Pol Bouin en 1897. Il est très employé en France mais présente le désavantage de provoquer un phénomène d'auto-fluorescence cellulaire pouvant gêner les observations au microscope photonique à fluorescence. Le liquide de Bouin dégrade aussi rapidement les acides nucléiques.
Sa composition en volume est la suivante :
- Solution aqueuse saturée en acide picrique 75 %
- Formol (solution de formaldéhyde à 37 %) 20 %
- Acide acétique glacial 5 %
- Eau

Si le liquide de Bouin a connu un franc succès pendant une longue période, il faut pourtant savoir qu'actuellement, lorsque les méthodes analytiques telles que l'immunocytochimie ou l'hybridation in situ sont envisagées, on préfère utiliser comme fixateur une solution aqueuse isotonique et tamponnée à un pH de 7,4 de formaldéhyde à 4 %.

## Emploi
Il est utilisé entre autres pour la conservation des biopsies de l'appareil digestif et des tissus mous, car par comparaison avec les solutions tampon de formaldéhyde à 10 %, il offre un meilleur contraste chromatique du noyau cellulaire. Le liquide de Bouin présente un pH compris entre 1,5 et 2. Il convient moins bien aux préparations pour la microscopie électronique. La fixation par le liquide de Bouin est le préalable à une coloration à l'hématoxyline et à l'éosine ou une coloration trichrome de Masson. L'acide acétique contenu dans le liquide oxyde les érythrocytes et dissout les chélates de fer et de calcium (on peut utiliser à la place de l' acide méthanoïque). Le formol crée un cytosol basophile, neutralisé par l'acide picrique.
Les préparations humides doivent être traitées moins de 24 heures dans le liquide de Bouin. L'excès d'acide picrique sera neutralisé avec une solution d'eau éthanol, afin de pérenniser la coloration du spécimen.
L'ADN traité au liquide de Bouin peut, à quelques limitations près, être utilisé pour une réaction en chaîne par polymérase, ainsi que l'ARN pour une transcriptase inverse,.